# T. C. Yohannan
Thyadathuvilla Chandrapillai Yohannan  dit T. C. Yohannan (né le 19 mai 1947) est un athlète indien, spécialiste du saut en longueur.

## Biographie
Vainqueur des Jeux asiatiques de 1974, il remporte la médaille d'or du saut en longueur lors des championnats d'Asie 1975, à Séoul, avec la marque de 7,65 m. 

### Palmarès
| Date | Compétition         | Lieu    | Résultat | Épreuve          | Performance |
| ---- | ------------------- | ------- | -------- | ---------------- | ----------- |
| 1973 | Championnats d'Asie | Manille | 3e       | Triple saut      | 14,96 m     |
| 1974 | Jeux asiatiques     | Téhéran | 1er      | Saut en longueur | 8,07 m      |
| 1975 | Championnats d'Asie | Séoul   | 1er      | Saut en longueur | 7,65 m      |

### Records
| Épreuve          | Performance | Lieu    | Date              |
| ---------------- | ----------- | ------- | ----------------- |
| Saut en longueur | 8,07 m      | Téhéran | 12 septembre 1974 |